# ヴァン駅
ヴァン駅（トルコ語：Van Garı）はトルコ東アナトリア地方ヴァン県ヴァンにある、トルコ国鉄（TCDD）の駅。ヴァン-スフヤーン線上の駅である。

## 歴史
1971年に開業。2015年7月まではイランのテヘランから来るトランスアジアエクスプレスの停車駅であった。この列車はヴァン埠頭へ続き、タトワンまでヴァン湖鉄道連絡船で連絡し、さらに西側へは半数がアンカラまで続いていた。2015年中旬以降は貨物列車のみ駅を使用していたが、2018年9月からは2週間に一度に限りタブリーズまでの列車の運行が再開した。